# British Grand Prix 2013
British Grand Prix 2013 (Birmingham Grand Prix 2013) byl lehkoatletický mítink, který se konal 30. června 2013 v Spojeném království městě Birmingham. Byl součástí série mítinků Diamantové ligy 2013.

## Výsledky
- Archiv výsledků zde [1]

### Muži
| Disciplína     | 1. místo                    | 2. místo                  | 3. místo                  |
| 100 m          | Nesta Carter 9,99           | James Dasaolu 10,03       | Kim Collins 10,06         |
| 800 m          | Mohammed Aman 1:45,18       | Andre Olivier 1:45,64     | Andrew Osagie 1:45,80     |
| 1500 m         | Aman Wote 3:35,99           | Abdelaati Iguider 3:36,23 | Mohamed Moustaoui 3:36,75 |
| 5 000 m        | Mohamed Farah 13:14,24      | Yenew Alamirew 13:14,71   | Hagos Gebrhiwet 13:17,11  |
| 110 m překážek | Ryan Brathwaite 13,13       | Aries Merritt 13,22       | Artur Noga 13,32          |
| 400 m překážek | Javier Culson 48,59         | Rhys Williams 48,93       | Michael Tinsley 48,94     |
| Skok daleký    | Alexandr Meňkov 827 cm      | Greg Rutherford 811 cm    | Chris Tomlinson 797 cm    |
| Trojskok       | Christian Taylor 17,66 m    | Teddy Tamgho 17,47 m      | Yoann Rapinier 16,88 m    |
| Skok do výšky  | Bohdan Bondarenko 236 cm    | Erik Kynard 234 cm        | Robert Grabarz 231 cm     |
| Vrh koulí      | Reese Hoffa 21,31 m         | Ryan Whiting 20,89 m      | Ladislav Prášil 20,76 m   |
| Hod oštěpem    | Andreas Thorkildsen 83,94 m | Ari Mannio 83,26 m        | Dmitrij Tarabin 83,03 m   |

### Ženy
| Disciplína       | 1. místo                         | 2. místo                            | 3. místo                           |
| 200 m            | Blessing Okagbareová 22,55       | Shelly-Ann Fraserová-Pryceová 22,72 | Ivet Lalovová 23,02                |
| 400 m            | Christine Ohuruoguová 50,03      | Amantle Montshoová 50,64            | Novlene Williamsová-Millsová 50,87 |
| 800 m            | Jessica Judd 1:59,85             | Marilyn Okorová 2:00,76             | Fantu Magiso 2:01,12               |
| 1500 m           | Abeba Aregawiová 4:03,70         | Nancy Langat 4:04,53                | Jekaterina Sharminová 4:04,55      |
| 100 m překážek   | Dawn Harperová 12,64             | Kellie Wellsová 12,67               | Tiffany Porterová 12,72            |
| 400 m překážek   | Perri Shakesová-Draytonová 53,82 | Eilidh Childová 54,22               | Yadisleidy Pedroso 55,40           |
| 3 000 m překážek | Milcah Chemos Cheywaová 9:17,43  | Sofia Assefaová 9:17,97             | Hiwot Ayalewová 9:18,83            |
| Skok o tyči      | Yarisley Silvaová 473 cm         | Fabiana Murerová 463 cm             | Jennifer Suhrová 453 cm            |
| Hod diskem       | Sandra Perkovićová 64,32 m       | Gia Lewis-Smallwood 62,46 m         | Anna Rüh 62,14 m                   |